# Sodomie in corpo 11
Sodomie in corpo 11 è un romanzo dello scrittore italiano Aldo Busi pubblicato per la prima volta in Italia nel 1988.
Romanzo e prosa di viaggio, Sodomie è il quarto titolo in ordine di pubblicazione della vasta bibliografia busiana. Scritto parallelamente alla stesura di Vita standard di un venditore provvisorio di collant (1985) e di La delfina bizantina (1986), il libro appare nelle librerie nel 1988 per Arnoldo Mondadori Editore.

## Trama
Aperto da un incipit importante (sulla falsariga del celeberrimo incominciamento del Seminario sulla gioventù), il libro narra gli spostamenti dell'autore tra il Marocco e la Tunisia, passando per la Germania (dove compaiono il Demetrio della Vita standard – qui chiamato semplicemente "M." – e l'amato Jürgen), su fino in Finlandia per assistere a un incontro internazionale di poeti e scrittori e poi Leningrado prima della caduta del Muro di Berlino e del collasso dell'Unione Sovietica.
I resoconti di viaggio si intervallano a una serie di riflessioni sulla scrittura e sulla figura dello scrittore, presentandosi tra l'altro come una sorta di "manuale di comportamento" per aspiranti scrittori, in anticipo sul successivo Nudo di madre (Manuale del perfetto scrittore), che Busi darà alle stampe solo qualche anno più tardi.
Le riflessioni sulla scrittura e gli incontri sessuali del protagonista sono la chiave interpretativa del titolo, con il chiaro riferimento al corpo tipografico.
In chiusura del libro, prima di congedarsi con i versi della Farsaglia di Lucano, e dopo aver saldato i conti con la memoria di un padre assente e violento, Busi dà voce a sua madre (già personaggio in Seminario sulla gioventù e nella Vita standard), consegnando al lettore la chiave di volta di una narrazione sempre in bilico tra la verità di chi scrive e la verità del reale (esplicita fin dal sottotitolo: "non viaggio, non sesso e scrittura"):
(Busi 1988, p. 364)

## Critica
Come sottolinea Massimo Bacigalupo nella Postfazione che accompagna il romanzo, è la madre di Busi a correggere la verità dello scrittore ("Guardo la luna") in base al principio di realtà ("Ma se non c'è neanche la luna") rievocando al contempo il finale di un altro romanzo che si chiudeva con il dialogo con la madre, il Dedalus di James Joyce.
Il critico vicentino Marco Cavalli, che ha curato la prima monografia sull'opera di Busi (il voluminoso Busi in corpo 11), a proposito di Sodomie sostiene che rappresenti una sorta di unicum nella letteratura italiana, essendo non solo prosa autobiografica ma insieme diario, riflessione poetica, resoconto di viaggio e molto altro: "mosaico di componimenti che contengono l'autobiografia di un'ora, di un silenzio, di un incontro, di una gaffe, il libro è una specie di conversazione serrata e sciolta, ora erratica ora focalizzata, che Busi sembra tenere con un lettore privilegiato e che invece molti ascoltano, e che tutti potrebbero ascoltare". In questo senso Sodomie si discosterebbe dal successivo Altri abusi, più propriamente un assembramento di prose turistiche. Pertanto sarebbe improprio definire Sodomie in corpo 11 una raccolta di reportage di viaggio in senso stretto, "il concetto di viaggio essendo irriso fin dal sottotitolo" sorta di dichiarazione poetica e chiave interpretativa dell'opera allorché il viaggio e il sesso sarebbero solo pre-testi per scriverne ("non viaggio, non sesso e scrittura").

## Edizioni
- Aldo Busi, Sodomie in corpo 11, collana Scrittori italiani e stranieri, Milano, Mondadori, 1988, ISBN 88-04-29878-2.
- Aldo Busi, Sodomie in corpo 11, Milano, Club degli Editori, 1988.
- Aldo Busi, Sodomie in corpo 11, collana I gabbiani, postfazione di Massimo Bacigalupo, n. 31, Milano, Mondadori, 1992, ISBN 88-04-35896-3.
- Aldo Busi, Sodomie in corpo 11, collana Oscar narrativa, postfazione di Massimo Bacigalupo, n. 1360, Milano, Mondadori, 1995, ISBN 88-04-38446-8.
- Aldo Busi, Sodomie in corpo 11, collana Oscar narrativa, postfazione di Massimo Bacigalupo, con uno scritto di Carmen Covito, n. 1360, Milano, Mondadori, 1999, ISBN 88-04-38446-8.
- Aldo Busi, Sodomie in corpo 11, collana Bur. Contemporanea, postfazione di Massimo Bacigalupo, con uno scritto di Carmen Covito, Milano, Rizzoli, 2015, ISBN 978-88-17-08062-0.